# Patriarcha Erytrei
Patriarcha Erytrei jest głową Kościoła erytrejskiego. 

## Arcybiskup Asmary
- Phillipos (1993-1998)

## Patriarcha Erytrei
- Phillipos (1998-2002) 
  - Yacob (2002-2003) (Locum tenens)
- Antonios (2003-2006)
- Dioskoros (2006-2015, kanoniczność wyboru kwestionowana)
- Cyryl (2021-22)